# Minnesota Thunder
Il Minnesota Thunder è stata una società calcistica statunitense con base nella città di Blaine (Minnesota).
Il club venne fondato nel 1990 come squadra amatoriale, divenendo un team professionsitico nel 1994. Da quella stagione i Thunder hanno militato nella USL First Division, campionato che hanno vinto nel 1999 (quando ancora era denominato A-League) e in cui si sono classificati secondi in ben tre occasioni (1998, 2000 e 2003). La società è stata sciolta nel 2009 per problemi economici.

## Stadio
Il primo stadio dei Thunder è stato il National Sports Center di Blaine, in cui hanno giocato fino al 2003. Nelle stagioni dal 2004 al 2007, lo stadio di casa del club è diventato il James Griffin Stadium di St. Paul, ma nel 2008 c'è stato il ritorno al vecchio impianto.

## Risultati anno per anno
| Anno | League              | Reg. Season     | Playoff          | Open Cup         |
| ---- | ------------------- | --------------- | ---------------- | ---------------- |
| 1994 | USISL               | 1st, Midwest    | Finale           | Non qualificato  |
| 1995 | USISL Pro League    | 1° Midwest East | Finale           | Non qualificato  |
| 1996 | USISL Select League | 2° Central      | Semifinale       | Non qualificato  |
| 1997 | USISL A-League      | 5° Central      | Non qualificato  | Non qualificato  |
| 1998 | USISL A-League      | 2° Central      | Finale           | Non qualificato  |
| 1999 | USL A-League        | 1° Central      | Campione         | 2º turno         |
| 2000 | USL A-League        | 1° Central      | Finale           | 3º turno         |
| 2001 | USL A-League        | 6° Western      | Non qualificato  | Non qualificato  |
| 2002 | USL A-League        | 2° Central      | Semifinale       | 3º turno         |
| 2003 | USL A-League        | 2° Central      | Finale           | 3º turno         |
| 2004 | USL A-League        | 3° Western      | Quarti di finale | Quarti di finale |
| 2005 | USL First Division  | 10°             | Non qualificato  | Semifinale       |
| 2006 | USL First Division  | 12°             | Non qualificato  | 2º turno         |
| 2007 | USL First Division  | 11°             | Non qualificato  | 2º turno         |

## Allenatori
- Buzz Lagos (1990-2005)
- Amos Magee (2006-oggi)

## Palmarès

### Competizioni nazionali
- 1 A-League Championship (1999)

### Altri piazzamenti
- Lamar Hunt U.S. Open Cup:

Semifinalista: 2005